# 胡孰县
胡孰县，汉朝至六朝时期的县。县治位于今南京市江宁区湖熟街道。

## 历史
汉初分江乘县地而设。元朔元年改为胡孰侯国，封刘胥为胡孰侯，后复为县。东汉改为湖熟县。东吴设湖熟典农都尉，晋灭吴后复为县。宋、齐属丹阳郡，梁属南丹阳郡，陈改属建兴郡。隋灭陈后并入江宁县。